# Họ Thằn lằn
Họ Thằn lằn (danh pháp khoa học: Lacertidae) là họ thằn lằn bản địa của châu Âu, châu Phi, và châu Á. Nhóm này gồm chi đặc trưng Thằn lằn (Lacerta) gồm các loài chủ yếu gặp ở châu Âu. Họ này gồm nhiều loài được xếp vào 37 chi.

## Phân loại
Họ này được chia thành 2 phân họ và các tông theo Arnold et al., 2007, dựa trên những phân tích phát sinh loài.
Họ Lacertidae
- Phân họ Gallotiinae
  - Chi Gallotia (8 loài)
  - Chi Psammodromus (6 loài)
- Phân họ Lacertinae
  - Tông Eremiadini
    - Chi Acanthodactylus (40 loài)
    - Chi Adolfus (4 loài)
    - Chi Atlantolacerta
    - Chi Australolacerta (2 loài)
    - Chi Eremias (29 loài)
    - Chi Gastropholis
    - Chi Heliobolus
    - Chi Holaspis
    - Chi Ichnotropis
    - Chi Latastia (10 loài)
    - Chi Meroles (7 loài)
    - Chi Mesalina (13 loài)
    - Chi Nucras (8 loài)
    - Chi Ophisops (8 loài)
    - Chi Pedioplanis (10 loài)
    - Chi Philochortus
    - Chi Poromera
    - Chi Pseuderemias
    - Chi Scapteira
    - Chi Tropidosaura

  - Tông Lacertini
    - Chi Algyroides (5 loài)
    - Chi Anatololacerta
    - Chi Dalmatolacerta
    - Chi Darevskia (22 loài)
    - Chi Dinarolacerta
    - Chi Hellenolacerta
    - Chi Iberolacerta
    - Chi Iranolacerta
    - Chi Lacerta (40 loài)
    - Chi Parvilacerta
    - Chi Phoenicolacerta
    - Chi Podarcis
    - Chi Scelarcis
    - Chi Takydromus
    - Chi Timon (4 loài)
    - Chi Zootoca